# Wereldkampioenschap superbike van Misano 2010
Het wereldkampioenschap superbike van Misano 2010 was de achtste ronde van het wereldkampioenschap superbike en het wereldkampioenschap Supersport 2010. De races werden verreden op 27 juni 2010 op het Misano World Circuit nabij Misano Adriatico, Italië.

## Superbike

### Race 1
Broc Parkes werd gediskwalificeerd vanwege het negeren van een ride through penalty, die hij kreeg voor het maken van een valse start.
| Pos | Nr  | Rijder           | Constructeur | Rondes | Tijd              | Grid | Punten |
| --- | --- | ---------------- | ------------ | ------ | ----------------- | ---- | ------ |
| 1   | 3   | Max Biaggi       | Aprilia      | 24     | 38:59.319         | 2    | 25     |
| 2   | 7   | Carlos Checa     | Ducati       | 24     | +0.387            | 5    | 20     |
| 3   | 11  | Troy Corser      | BMW          | 24     | +0.822            | 1    | 16     |
| 4   | 84  | Michel Fabrizio  | Ducati       | 24     | +4.911            | 3    | 13     |
| 5   | 50  | Sylvain Guintoli | Suzuki       | 24     | +5.916            | 6    | 11     |
| 6   | 2   | Leon Camier      | Aprilia      | 24     | +8.658            | 14   | 10     |
| 7   | 41  | Noriyuki Haga    | Ducati       | 24     | +11.872           | 9    | 9      |
| 8   | 91  | Leon Haslam      | Suzuki       | 24     | +11.907           | 7    | 8      |
| 9   | 67  | Shane Byrne      | Ducati       | 24     | +16.490           | 15   | 7      |
| 10  | 52  | James Toseland   | Yamaha       | 24     | +18.458           | 13   | 6      |
| 11  | 99  | Luca Scassa      | Ducati       | 24     | +18.646           | 8    | 5      |
| 12  | 57  | Lorenzo Lanzi    | Ducati       | 24     | +19.315           | 11   | 4      |
| 13  | 65  | Jonathan Rea     | Honda        | 24     | +25.405           | 16   | 3      |
| 14  | 76  | Max Neukirchner  | Honda        | 24     | +31.671           | 17   | 2      |
| 15  | 66  | Tom Sykes        | Kawasaki     | 24     | +39.658           | 18   | 1      |
| 16  | 77  | Chris Vermeulen  | Kawasaki     | 24     | +48.137           | 21   |        |
| 17  | 95  | Roger Lee Hayden | Kawasaki     | 24     | +56.316           | 20   |        |
| 18  | 90  | Federico Sandi   | Aprilia      | 24     | +56.667           | 22   |        |
| 19  | 15  | Matteo Baiocco   | Kawasaki     | 24     | +57.218           | 23   |        |
| DNF | 111 | Rubén Xaus       | BMW          | 8      | Uitgevallen       | 12   |        |
| DNF | 35  | Cal Crutchlow    | Yamaha       | 4      | Uitgevallen       | 4    |        |
| DNF | 96  | Jakub Smrž       | Ducati       | 1      | Uitgevallen       | 10   |        |
| DSQ | 23  | Broc Parkes      | Honda        | 10     | Gediskwalificeerd | 19   |        |

### Race 2
| Pos | Nr  | Rijder           | Constructeur | Rondes | Tijd        | Grid | Punten |
| --- | --- | ---------------- | ------------ | ------ | ----------- | ---- | ------ |
| 1   | 3   | Max Biaggi       | Aprilia      | 24     | 38:58.149   | 2    | 25     |
| 2   | 91  | Leon Haslam      | Suzuki       | 24     | +4.095      | 7    | 20     |
| 3   | 84  | Michel Fabrizio  | Ducati       | 24     | +4.631      | 3    | 16     |
| 4   | 35  | Cal Crutchlow    | Yamaha       | 24     | +5.014      | 4    | 13     |
| 5   | 7   | Carlos Checa     | Ducati       | 24     | +6.256      | 5    | 11     |
| 6   | 50  | Sylvain Guintoli | Suzuki       | 24     | +7.677      | 6    | 10     |
| 7   | 67  | Shane Byrne      | Ducati       | 24     | +10.144     | 15   | 9      |
| 8   | 99  | Luca Scassa      | Ducati       | 24     | +10.942     | 8    | 8      |
| 9   | 41  | Noriyuki Haga    | Ducati       | 24     | +13.640     | 9    | 7      |
| 10  | 11  | Troy Corser      | BMW          | 24     | +16.279     | 1    | 6      |
| 11  | 2   | Leon Camier      | Aprilia      | 24     | +17.799     | 14   | 5      |
| 12  | 65  | Jonathan Rea     | Honda        | 24     | +22.793     | 16   | 4      |
| 13  | 57  | Lorenzo Lanzi    | Ducati       | 24     | +24.131     | 11   | 3      |
| 14  | 76  | Max Neukirchner  | Honda        | 24     | +28.212     | 17   | 2      |
| 15  | 77  | Chris Vermeulen  | Kawasaki     | 24     | +36.551     | 21   | 1      |
| 16  | 66  | Tom Sykes        | Kawasaki     | 24     | +49.636     | 18   |        |
| 17  | 23  | Broc Parkes      | Honda        | 24     | +50.041     | 19   |        |
| 18  | 95  | Roger Lee Hayden | Kawasaki     | 24     | +51.246     | 20   |        |
| 19  | 15  | Matteo Baiocco   | Kawasaki     | 24     | +58.174     | 23   |        |
| 20  | 90  | Federico Sandi   | Aprilia      | 24     | +1:10.588   | 22   |        |
| DNF | 52  | James Toseland   | Yamaha       | 10     | Ongeluk     | 13   |        |
| DNF | 111 | Rubén Xaus       | BMW          | 7      | Uitgevallen | 12   |        |
| DNF | 96  | Jakub Smrž       | Ducati       | 2      | Uitgevallen | 10   |        |

## Supersport
| Pos | Nr  | Rijder                | Constructeur | Rondes | Tijd                | Grid | Punten |
| --- | --- | --------------------- | ------------ | ------ | ------------------- | ---- | ------ |
| 1   | 50  | Eugene Laverty        | Honda        | 22     | 36:46.369           | 2    | 25     |
| 2   | 26  | Joan Lascorz          | Kawasaki     | 22     | +3.876              | 4    | 20     |
| 3   | 54  | Kenan Sofuoğlu        | Honda        | 22     | +6.557              | 6    | 16     |
| 4   | 7   | Chaz Davies           | Triumph      | 22     | +12.815             | 7    | 13     |
| 5   | 44  | Roberto Tamburini     | Yamaha       | 22     | +12.927             | 3    | 11     |
| 6   | 127 | Robbin Harms          | Honda        | 22     | +14.248             | 9    | 10     |
| 7   | 55  | Massimo Roccoli       | Honda        | 22     | +19.641             | 8    | 9      |
| 8   | 99  | Fabien Foret          | Kawasaki     | 22     | +24.360             | 10   | 8      |
| 9   | 117 | Miguel Praia          | Honda        | 22     | +36.260             | 12   | 7      |
| 10  | 25  | David Salom           | Triumph      | 22     | +36.598             | 11   | 6      |
| 11  | 14  | Matthieu Lagrive      | Triumph      | 22     | +36.842             | 13   | 5      |
| 12  | 31  | Vittorio Iannuzzo     | Triumph      | 22     | +59.036             | 19   | 4      |
| 13  | 85  | Alessio Palumbo       | Kawasaki     | 22     | +59.301             | 17   | 3      |
| 14  | 9   | Danilo Dell'Omo       | Honda        | 22     | +59.380             | 15   | 2      |
| 15  | 8   | Bastien Chesaux       | Honda        | 22     | +1:15.632           | 18   | 1      |
| 16  | 82  | Iuri Vigliucci        | Yamaha       | 22     | +1:30.639           | 21   |        |
| 17  | 61  | Fabio Menghi          | Yamaha       | 22     | +1:39.776           | 20   |        |
| 18  | 33  | Paola Cazzola         | Yamaha       | 21     | +1 ronde            | 24   |        |
| 19  | 10  | Imre Tóth             | Honda        | 21     | +1 ronde            | 23   |        |
| DNF | 24  | Eduard Blokhin        | Yamaha       | 11     | Ongeluk             | 22   |        |
| DNF | 77  | Alessandro Torcolacci | Triumph      | 7      | Uitgevallen         | 14   |        |
| DNF | 5   | Alexander Lundh       | Honda        | 6      | Uitgevallen         | 16   |        |
| DNF | 4   | Gino Rea              | Honda        | 4      | Ongeluk             | 5    |        |
| DNF | 51  | Michele Pirro         | Honda        | 4      | Ongeluk             | 1    |        |
| DNQ | 19  | Nikolett Kovács       | Honda        | 0      | Niet gekwalificeerd |      |        |

## Tussenstanden na wedstrijd

### Superbike
| Pos | Nr | Rijder        | Team    | Punten |
| --- | -- | ------------- | ------- | ------ |
| 1   | 3  | Max Biaggi    | Aprilia | 307    |
| 2   | 91 | Leon Haslam   | Suzuki  | 270    |
| 3   | 7  | Carlos Checa  | Ducati  | 172    |
| 4   | 65 | Jonathan Rea  | Honda   | 158    |
| 5   | 41 | Noriyuki Haga | Ducati  | 151    |

### Supersport
| Pos | Nr | Rijder         | Team     | Punten |
| --- | -- | -------------- | -------- | ------ |
| 1   | 50 | Eugene Laverty | Honda    | 161    |
| 2   | 54 | Kenan Sofuoğlu | Honda    | 158    |
| 3   | 26 | Joan Lascorz   | Kawasaki | 148    |
| 4   | 7  | Chaz Davies    | Triumph  | 97     |
| 5   | 25 | David Salom    | Triumph  | 64     |

1991 · 1993 · 1994 · 1995 · 1996 · 1997 · 1998 · 1999 · 2000 · 2001 · 2002 · 2003 · 2004 · 2005 · 2006 · 2007 · 2008 · 2009 · 2010 · 2011 · 2012 · 2014 · 2015 · 2016 · 2017 · 2018 · 2019 · 2021 · 2022 · 2023 · 2024 · 2025